# Acomys nesiotes
Il topo spinoso di Cipro (Acomys nesiotes  Bate, 1903) è un roditore della famiglia dei Muridi endemico dell'isola di Cipro.

## Descrizione

### Dimensioni
Roditore di piccole dimensioni, con la lunghezza della testa e del corpo tra 106 e 130 mm, la lunghezza della coda tra 92 e 118 mm, la lunghezza del piede tra 18 e 21 mm, la lunghezza delle orecchie tra 18 e 22 mm e un peso fino a 64 g.

### Aspetto
Le parti superiori sono bruno-grigiastre, i fianchi sono brunastri, mentre le parti ventrali le zampe sono bianche. Il muso è appuntito. La coda è più corta della testa e del corpo, grigiastra sopra, più chiara sotto e ricoperta di piccoli peli, più lunghi all'estremità. Il cariotipo è 2n=38 FN=68.

## Biologia

### Comportamento
È una specie notturna, terricola ed eccellente arrampicatrice. Si rifugia nelle feritoie delle rocce.

### Alimentazione
Si nutre principalmente di lumache.

## Distribuzione e habitat
Questa specie è diffusa in due aree montane disgiunte a Nord e a Sud dell'isola di Cipro.
Vive in zone rocciose con substrato calcareo e ricoperte di macchia mediterranea fino a 1.220 metri di altitudine.

## Conservazione
La IUCN Red List, considerata l'incertezza sulla validità come specie distinta e sulla possibilità che sia stata introdotta sull'isola dall'uomo, classifica A.nesiotes come specie con dati insufficienti (DD).